# Vardané
Vardané (del ruso: Вардане́) es un microdistrito perteneciente al distrito de Lázarevskoye de la unidad municipal de la ciudad-balneario de Sochi del krai de Krasnodar del sur de Rusia. Tiene alrededor de 5 000 habitantes.
Está situado en la zona sudeste del distrito, junto a la desembocadura del río Buu en el mar Negro. Sus principales calles son: Lvóvskaya, Molodiózhnaya, Minerálnaya, Tráktornaya, Fruktóvaya y el callejón (pereúlok) Lvovski.

## Historia
Fue conocido en épocas anteriores como Buap y Tsopsyn es uno de los asentamientos más antiguos del litoral de Sochi y su nombre se cree que sea de origen abjasio-adigué y está ligado al de la familia Vardán, presente asimismo en la toponimia de Abjasia. 
A partir del siglo XVI la población abaza fue asimilada gradualmente por los ubijos. Las tierras administradas desde este asentamiento se enmarcaban en la cuenca del río Buu hasta el paso de Mamaika, al noroeste de la parte histórica de Sochi y eran regentadas por la dinastía principesca Dzepsh. 
Durante la guerra ruso-circasiana (1817-1864) los ubijos se unieron a Shamil y Magomet-Amin mandó construir una fortaleza en Vardané. Tras la guerra, en 1864, las tierras de Vardané y las del vecino Uch-Dere fueron entregadas como hacienda al gran duque Miguel Nikoláyevich de Rusia.

## Economía y transporte
Las principales actividades económicas del microdistrito son el alojamiento turístico y una finca ganadera.
En el litoral se halla una plataforma ferroviaria de la línea Tuapsé-Sujumi de la red del ferrocarril del Cáucaso Norte. Por el microdistrito pasa la carretera federal M27 Dzhubga-frontera abjasa.